# Blaasgat
Blaasgat is een term uit de geologie die wordt gebruikt voor twee fenomenen.
Het ene type blaasgat ontstaat wanneer zeegrotten landinwaarts en in een verticale schacht tot aan de oppervlakte groeien. Zodra golven de mond van de grot bereiken, worden ze omhoog getrechterd in de richting van het blaasgat, wat bij bepaalde weersomstandigheden een spectaculair gespetter teweeg kan brengen.
Een blaasgat is ook de naam voor een zeldzaam fenomeen waarbij lucht naar buiten geblazen dan wel naar binnen gezogen wordt door een gat aan de oppervlakte, als gevolg van drukverschillen tussen een gesloten ondergronds grottensysteem en de oppervlakte.
Sommige van de bekendste blaasgaten bevinden zich in de buurt van Flagstaff, Arizona, in de Verenigde Staten. La Bufadora is een groot blaasgat in Neder-Californië, Mexico. Dit blaasgat bestaat uit een zeegrot met een dunne opening, waardoor elke 13-17 seconden water omhoog wordt gespoten tot een hoogte van 30 meter boven zeeniveau. Het grootste blaasgat ter wereld is waarschijnlijk dat bij Kiama, New South Wales, in Australië.